# Dobírka
Dobírka je způsob doručení zboží, při kterém příjemce za zboží zaplatí až kurýrovi nebo poštovnímu doručovateli při přijetí zboží. Jedná se o takzvanou hybridní platební metodu.
Česká pošta tuto službu umožňuje jak levnější formou tzv. standardního balíku, tak zrychlenou a dražší formou tzv. obchodního balíku.
Využití dobírky pro příjemce snižuje riziko podvodu, neboť za zboží zaplatí ve stejném okamžiku, kdy ho získá. Pro prodejce nabízejícího platbu dobírkou naopak roste riziko fiktivních objednávek a případů, kdy si zákazník objednané zboží odmítne převzít, takže prodejci jen vznikají zbytečné náklady na poštovné.
Částku, kterou má příjemce při převzetí zaplatit (tzv. doběrečné), stanoví odesílatel při odeslání, a je mu ve finále buď vyplaceno bezhotovostně bankovním převodem, nebo hotovostní výplatou poštovní poukázky.
Podle dat Zboží.cz a Shoptet si dobírka v roce 2020 držela podíl asi 47 %.